# المحول المولد مسبق التدريب 1
المُحول المُولِّد مسبق التدريب 1 أو جي بي تي -1 (بالإنجليزية: GPT-1)‏ كان أول نموذج لغوي ضخم من تطوير أوبن أيه آي، وذلك بعد ابتكار شركة جوجل لهندسة "المحوّل" في عام 2017.
في يونيو 2018، نشرت أوبن أيه آي ورقة بحثية بعنوان "تحسين فهم اللغة من خلال التدريب المُسبق التوليدي"، قدمت فيها ذلك النموذج الأول بالإضافة إلى المفهوم العام لفكرة المحوّل المُدرَّب مسبقًا للتوليد.
حتى ذلك الوقت، كانت أفضل نماذج المعالجة اللغوية الطبيعية (NLP) المعتمدة على الشبكات العصبية تعتمد بشكل أساسي على التعلم تحت الإشراف من خلال كميات ضخمة من البيانات المصنفة يدويًا. هذا الاعتماد على التعلم تحت الإشراف كان يحد من إمكانية استخدام مجموعات بيانات غير مشروحة بشكل جيد، كما جعله تدريب النماذج الكبيرة مكلفًا جدًا ويستغرق وقتًا طويلاً. كما أن العديد من اللغات (مثل السواحيلية أو الهايتية) يصعب ترجمتها وفهمها باستخدام هذه النماذج بسبب نقص النصوص المتوفرة لبناء قواعد بيانات نصية.
على النقيض من ذلك، اعتمد نموذج جي بي تي على نهج شبه خاضع للإشراف يتضمن مرحلتين:
مرحلة التدريب المسبق التوليدي (غير الخاضعة للإشراف): يُستخدم فيها هدف نمذجة اللغة لضبط المعاملات الأولية للنموذج.
مرحلة التخصيص التمييزي (خاضعة للإشراف): يتم فيها تكييف هذه المعاملات لتناسب مهمة محددة.
استخدام بنية "المحوّل" بدلًا من الأساليب السابقة المعتمدة على الشبكات العصبية التكرارية (RNN) المدعّمة بالانتباه، أعطى نماذج جي بي تي قدرة على ذاكرة منظمة بشكل أفضل من تلك التي توفرها الآليات التكرارية، مما أدى إلى أداء قوي ومرن في الانتقال بين المهام المختلفة.